# Baldomera Díaz de la Cruz y Acedera
Baldomera Díaz de la Cruz y Acedera (Toledo, 27 de febrer de 1811 - Badajoz, 28 de març de 1853) va ser una cantant afeccionada espanyola, que tot i no dedicar-se professionalment al cant va destacar en els cercles privats i va tenir contactes amb importants artistes del moment. Malgrat tenir l'oportunitat d'emprendre carrera al teatre a Itàlia, finalment la pressió familiar i d'acord amb el cànon de l'època, va preferir casar-se i dedicar-se a la vida familiar i domèstica.

## Primers anys
Nascuda el 27 de febrer de 1811 a Toledo, era filla de José Díaz de la Cruz, comerciant de la mateixa ciutat, i d'Isabel Acedera. Des de la seva infància va rebre educació musical. Amb 10 o 11 anys, la família es trasllada a Madrid i comença a prendre lliçons del seu germà gran, José María, que també havia estudiat cant per afecció. Ben aviat va cridar l'atenció del cercle d'amistats de la família quan cantava algunes cançons senzilles a casa.

## Cantant afeccionada
Amb 13 anys va passar a ser el seu professor el músic Josep Maria Reart i de Copons, amb qui va millorar de manera notable, i va passar de tenir una veu feble i limitada a cantar, en paraules de Baltasar Saldoni, amb una veu forta, extensa, agilitat, accent dramàtic, gràcia i soltura. Malgrat no dedicar-se professionalment, va codejar-se amb grans artistes de l'època, com l'italià Filippo Galli, a més d'altres, tant homes com dones, i en el seu repertori es trobaven peces d'òpera i cançons espanyoles i italianes, com El serení i ¡Caramba! de Ramon Carnicer, i variacions de Pietro il Grande, Nel cor più non mi sento, entre d'altres.
Díaz es va fer molt coneguda en la societat madrilenya i va participar en diversos concerts particulars, sempre en l'àmbit privat, que s'organitzaven, per exemple, amb motius benèfics. Vers 1829 se li va presentar l'oportunitat d'emprendre carrera professional al teatre, quan l'italià Saverio Mercadante va visitar Espanya. Díaz va ser elogiada i va travar amistat amb el compositor, que li va fer la proposta d'anar a Itàlia a cantar per les cases d'òpera, oferint-li una gran paga i la possibilitat d'un futur brillant. Sembla que ni ella ni la seva família van acabar de decidir-se i finalment va continuar cantant únicament en l'àmbit privat, fet que és fruit de la situació de les dones al segle xix, quan eren més importants les demandes de la família i prevalia la percepció que era preferible casar-se per assegurar un futur, que no pas perseguir una carrera com a cantant.

## Matrimoni
Finalment, es va casar el 1829, quan tenia 18 anys, amb José María de Villarroel, fill d'una important família de Badajoz, ciutat on va traslladar-se a viure amb el seu espòs, amb qui va tenir tres fills. A partir d'aquest moment es retira de la vida artística i es dedica únicament a la vida domèstica i a tenir cura dels seus fills, a més de cuidar de la seva mare anciana, que no li va permetre tenir temps pel cant ni en l'àmbit privat.

## Mort
Va morir el 26 de març de 1853 a Badajoz a causa d'una malaltia crònica.